# Glypta blandita
Glypta blandita là một loài tò vò trong họ Ichneumonidae.